# Окселадин
Окселадин — цитрат, aльфа-диэтиламино-этоксиэтилдиэтилфенилуксусной кислоты. Применяется в качестве средства для угнетения кашля.

## Синонимы
Antusel, Aplacol, Dorex-retard, Ethochlon, Hihustan, Neobex, Neusedan, Oxeladin citrat, Oxethamol, Paxeladine, Pectamol, Pectamon, Pectussil, Silopentol, Toxedin, Tussilisin, Tussimol, Tusuprex (Тусупрекс) и др.

## Общая информация
По химической структуре имеет элементы сходства с эстоцином. Оказывает противокашлевое действие, тормозя центральное звено кашлевого рефлекса, не угнетая дыхательный центр. Не вызывает явлений болезненного пристрастия (наркомании).
Назначают внутрь: взрослым по 0,01—0,02 г (10—20 мг), 3—4 раза в сутки; детям — в зависимости от возраста по 0,005—0,01 г (5—10 мг) 3—4 раза в сутки (независимо от времени приёма пищи).

## Показания
Оксиладин используется при всех типах кашля. Он помогает очистить дыхательные пути, увеличивает количество секреции и бленхиальной секреции.
- Раздражающий кашель.
- Аллергический кашель.
- Психогенный кашель.
- Лечение кашля у пациентов с болезнями сердца (оно не имеет побочных действий в отношении сердечно-сосудистой системы).
- Инфекционный кашель: трахеит, бронхит, пневмония.
- Лечение кашля в предварительном и послеоперационном лечении бронхоскопии.

## Форма выпуска
- таблетки, содержащие по 10 или 20 мг препарата, покрытые оболочкой розового цвета, в упаковке по 30 и 250 штук.

## Легальный статус
Агентство по наркотикам и медицинским технологиям Армении отклонило регистрацию окселадина в июле 2000 года, поскольку исследования в Германии показали потенциальную канцерогенность препарата.